# إليزابيث مورغان
إليزابيث مورغان (بالإنجليزية: Lisa Daniels)‏ هي ممثلة بريطانية، ولدت في 31 ديسمبر 1930 في المملكة المتحدة، وتوفيت في 12 فبراير 2010 بلوس أنجلوس في الولايات المتحدة.

## أعمال

### أفلام
- (1961) مئة مرقش ومرقش[2][3][4][5]

## وصلات خارجية
- إليزابيث مورغان على موقع IMDb (الإنجليزية)
- إليزابيث مورغان على موقع قاعدة بيانات برودواي على الإنترنت (الإنجليزية)
- إليزابيث مورغان على موقع قاعدة بيانات الفيلم (الإنجليزية)